# Vaccinium meridionale
Vaccinium meridionale là một loài thực vật có hoa trong họ Thạch nam. Loài này được Sw. miêu tả khoa học đầu tiên năm 1788.